# Pfarrkirche Laussa

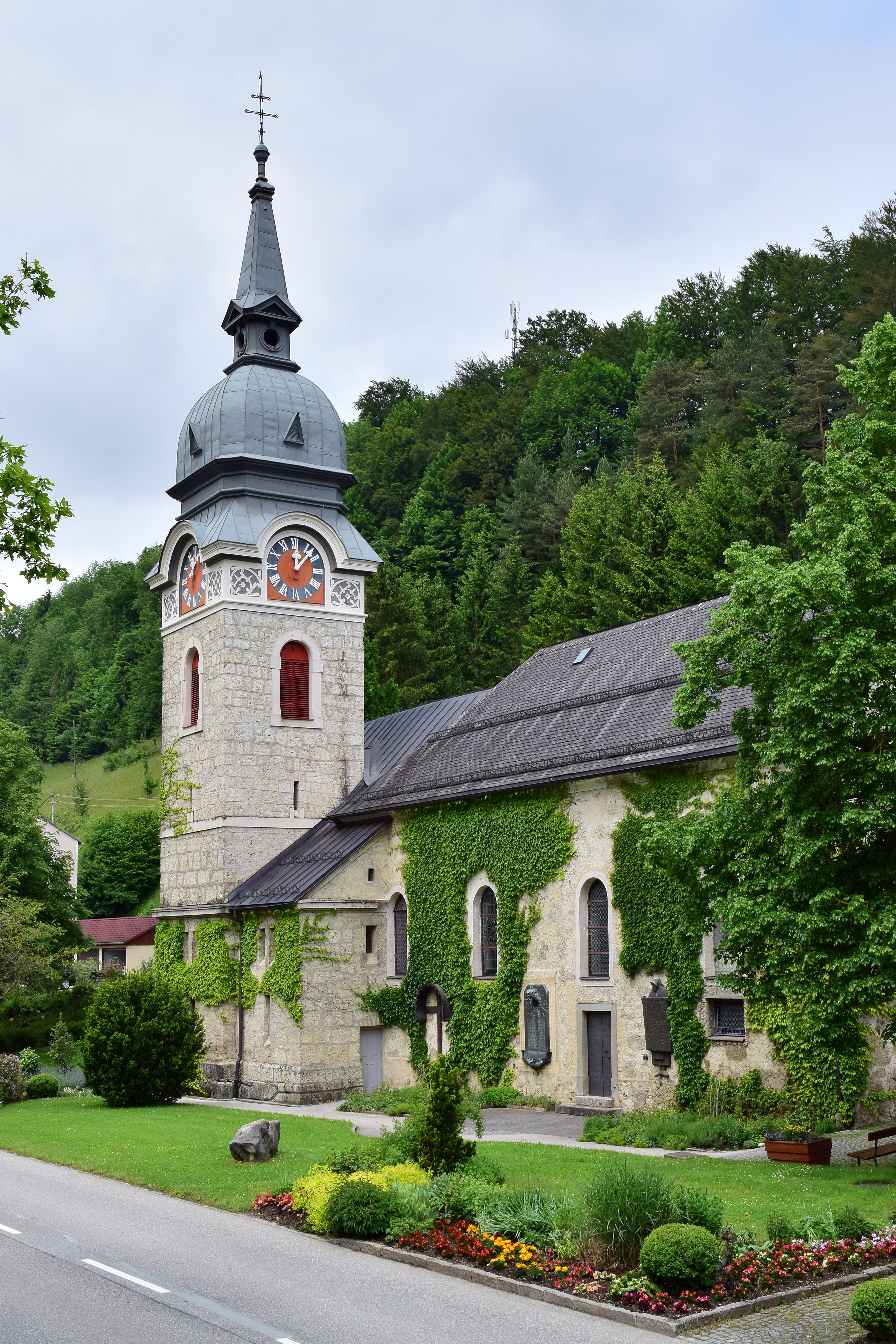
Pfarrkirche Laussa

Die römisch-katholische Pfarrkirche Laussa mit dem Patrozinium Mariä Himmelfahrt steht im Ortszentrum der Gemeinde Laussa im Bezirk Steyr-Land in Oberösterreich. Seit dem 1. Jänner 2023 gehört Laussa als eine von 9 Pfarrteilgemeinden zur Pfarre Ennstal der Diözese Linz. Die Kirche steht unter Denkmalschutz.

## Geschichte
Die Pfarre Laussa wurde 1300 erstmals urkundlich erwähnt. Die heutige Kirche wurde in den Jahren 1839 bis 1843 erbaut und 1869 erweitert.
Bis zum 31. Dezember 2022 bildete Laussa zusammen mit den  Pfarren Losenstein, Reichraming und Ternberg den Seelsorgeverband Ternberg im Dekanat Weyer.

## Kirchenbau
Die Kirche besteht aus einem einschiffigen und vierjochigen Langhaus mit einem Stichkappengewölbe. Der Chor ist zweijochig und halbkreisförmig geschlossen, ebenfalls mit Stichkappengewölbe. Im südlichen Chorwinkel steht der Kirchturm mit Turmhaube.

## Ausstattung
Die Einrichtung wurde in barockem Stil gefertigt. Im Langhaus hängt ein barockes Holzkruzifix aus dem dritten Viertel des 18. Jahrhunderts.